# Luis Landero
Luis Landero Durán (Alburquerque, Badajoz, España, 25 de marzo de 1948) es un novelista y articulista español.

## Biografía
Procedente de una familia obrera, pasó los primeros años de su vida entre su localidad natal, Alburquerque, y la vecina finca de Valdeborrachos, propiedad de su padre. En 1960, tras vender parte de la finca, la familia trasladó su domicilio a un piso del barrio de la Prosperidad (Madrid), en el cual su padre instaló un taller de punto y de costura. Luis comenzó a trabajar desde los catorce años en diversos oficios: aprendiz en un taller mecánico, recadero en una tienda de ultramarinos, auxiliar administrativo en Clesa, Central Lechera... La muerte de su padre en 1964 dio alas al joven para dedicarse profesionalmente a la guitarra flamenca: junto a su primo fue guitarrista acompañante de diversos cantantes durante algunos años. Aproximadamente por esta época, y a pesar de haber tenido una niñez en la que los libros estuvieron ausentes, comenzó una afición casi obsesiva por la literatura que ya no abandonaría nunca.
Estudió Filología Hispánica en la Universidad Complutense de Madrid y ejerció en la misma como profesor ayudante de Filología Francesa. Fue profesor de Lengua y Literatura españolas en el instituto Calderón de la Barca de Madrid, en el instituto Emilia Pardo Bazán, en la Escuela de Arte Dramático de la misma ciudad y en la Universidad de Yale. El éxito de su primera novela, Juegos de la edad tardía, publicada cuando su autor contaba más de cuarenta años, le sirvió para poder dedicarse a la escritura de una obra de la que la crítica ha destacado sus raíces cervantinas y el uso de un lenguaje cuidado y denso tras una aparente sencillez.
En su honor se dio nombre al Certamen Literario de Narraciones Cortas Luis Landero, que se convoca a nivel internacional para todos los alumnos de secundaria de los países hispanoparlantes.

## Obras
Novelas
- Juegos de la edad tardía (1989, Tusquets)
- Caballeros de fortuna (1994, Tusquets)
- El mágico aprendiz (1999, Tusquets)
- El guitarrista (2002, Tusquets)
- Hoy, Júpiter (2007, Tusquets)
- Retrato de un hombre inmaduro (2009, Tusquets)
- Absolución (2012, Tusquets)
- La vida negociable (2017, Tusquets)
- Lluvia fina (2019, Tusquets)
- Una historia ridícula (2022, Tusquets)
- La última función (2024, Tusquets)

Otras
- Entre líneas: el cuento o la vida (2000, Tusquets). Ensayo
- Ésta es mi tierra (2000, Editora Regional de Extremadura). Intervenciones en el programa Esta es mi tierra de Televisión Española
- ¿Cómo le corto el pelo, caballero? (2004, Tusquets). Artículos
- El balcón en invierno (2014, Tusquets). Autobiografía
- El huerto de Emerson (2021, Tusquets). Autobiografía

## Premios
| Año  | Premio                                                                        |
| ---- | ----------------------------------------------------------------------------- |
| 1989 | Premio Ícaro para nuevos creadores de Diario 16                               |
| 1989 | Premio de la Crítica de Narrativa castellana                                  |
| 1990 | Premio Nacional de Narrativa                                                  |
| 1990 | Premio Mariano José de Larra                                                  |
| 1992 | Premio Mediterráneo a la mejor obra extranjera                                |
| 1992 | Grinzane Cavour de Literatura                                                 |
| 2000 | Premio Extremadura a la Creación a la Mejor Obra Literaria de Autor Extremeño |
| 2005 | Medalla de Extremadura                                                        |
| 2008 | Premio de narrativa Arzobispo Juan de San Clemente                            |
| 2015 | Premio de los Libreros de Madrid                                              |
| 2015 | Premio Dulce Chacón de Narrativa española                                     |
| 2022 | XV Premio de Novela Europea Casino de Santiago                                |
| 2022 | Premio Nacional de las Letras Españolas                                       |